# Spaccato

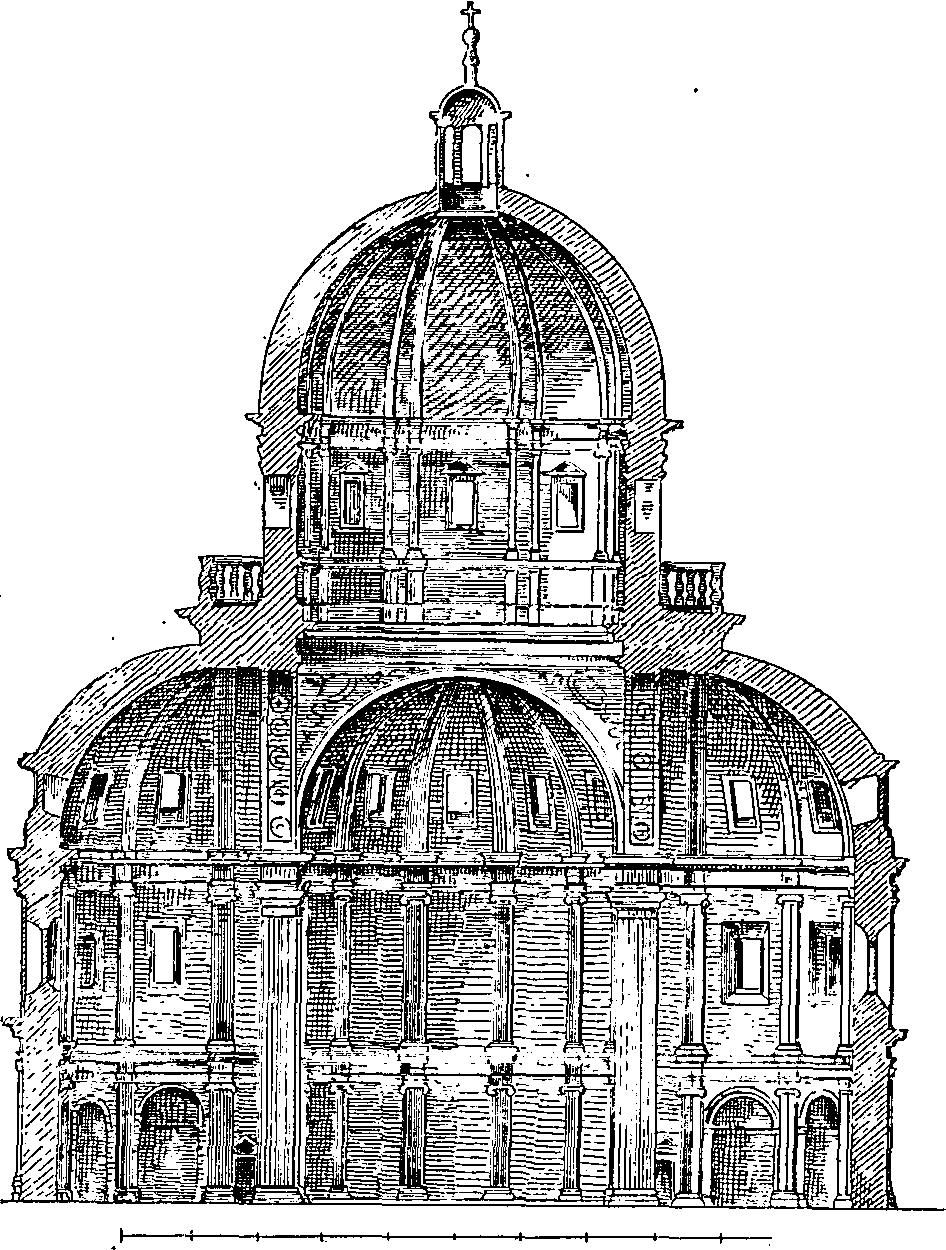
Tempio di Santa Maria della Consolazione, Todi

Uno spaccato è un tipo di rappresentazione grafica di un oggetto.

## Descrizione

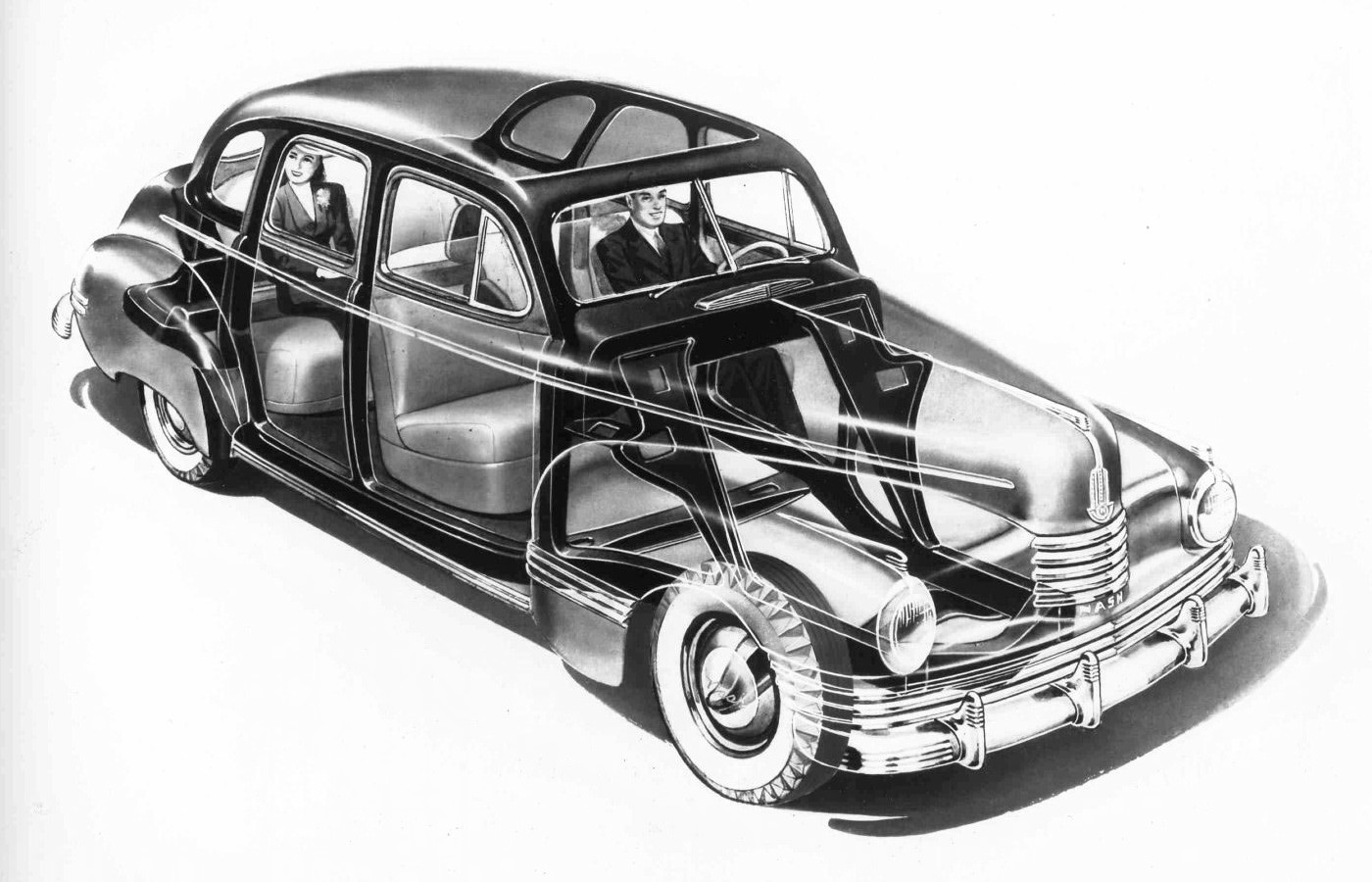
Spaccato prospettico

Si tratta di una sezione verticale, a differenza della pianta, che è una sezione orizzontale. Il risultato della sezione viene poi proiettato ortogonalmente su un piano in scala ridotta.
Talvolta con spaccato si intende anche un disegno in assonometria o in prospettiva dove sono stati rappresentati un alzato, varie sezioni verticali, orizzontali e/o oblique in modo da mostrare anche porzioni dello spazio interno di un edificio: in questi casi si parla di spaccato assonometrico o prospettico.
Questo termine viene utilizzato anche quando il disegno consente la visualizzazione di elementi posti internamente o posteriormente ad un oggetto, pur facendo visualizzare per intero l'oggetto in esame, tramite l'uso di trasparenze o tagliando alcune parti di tale oggetto che, normalmente, andrebbero a nascondere suddetti elementi.

## Uso
Viene usato spesso in fase di progettazione, soprattutto per oggetti ed edifici, assieme ad altri tipi di disegni tecnici.
Nel caso del disegno architettonico, se nella proiezione si rappresenta la superficie esterna senza sezioni, si parla di alzato.
Inoltre può essere utilizzato per descrivere il funzionamento di un determinato componente finito.